# Teorie efektivních trhů
Teorie efektivních trhů (anglicky efficient market theory) je jedna z teorií, které se pokoušejí popsat chování kurzů cenných papírů se zaměřením na akcie. Tato teorie předpokládá, že kurzy cenných papírů jsou ovlivňovány pouze objektivními informacemi očekávanými zisky, dividendami, rizikem a dalšími kurzotvornými informacemi. Tržní cena akcií na trhu pak představuje objektivní hodnotu, akcie jsou v každém okamžiku správně oceněny a na trhu nelze najít podhodnocené nebo nadhodnocené tituly. Z toho vyplývá, že úspěšnost obchodování není možno zvýšit fundamentální či technickou analýzou ani studiem historických údajů, trh reaguje jen na nové informace a je tak zcela nepředvídatelný.

## Historie
Jako první matematicky popsal teorii efektivního trhu Louis Bachelier ve své disertaci v roce 1900. Jeho práce též vysvětlovala teorii náhodných procesů cen komodit, byla zcela originální, avšak ve své době jí nebyla věnována příliš velká pozornost.
Skutečně systematický přístup ke zkoumání efektivního chování akciových kursů však zavedl až Maurice G. Kendall. Vynikající statistik Kendall zkoumal chování krátkodobých změn akciových kursů na londýnském trhu a cen bavlny a pšenice na americkém trhu komodit, přičemž předpokládal, že objeví určité pravidelné cenové cykly. Naopak však dospěl k závěru, že „… časové řady vypadají jako by se pohybovaly bez cíle“.
V roce 1959 srovnával F. Osborne vývoj cen na akciovém trhu s náhodnými pohyby mikroskopických částic, jež se pohybují v kapalině – Brownův pohyb. Osborne dokázal, že uzavírací akciové kurzy mají sklon koncentrovat se na denních minimech nebo maximech, a že zvraty (páry cenových změn s opačným směrem) mají tendenci být mnohem běžnější než pokračování (změny ceny ve stejném směru). I přesto však důkazy Osborna byly v zásadě shodné s tím, co se definuje jako slabá forma efektivnosti.
Obrovský význam pro teorii efektivních trhů měla práce Eugene F. Famy (1965) „The Behavior of stock market prices“, který rovněž dospěl k závěru, že akciové kursy se chovají náhodně. Tato práce se stala zlomem, od kterého se velmi často datuje vznik teorie efektivního trhu. Fama je nazýván „otcem“ teorie efektivních trhů.

## Předpoklady efektivního trhu
- k efektivnosti trhu v první řadě přispívá vždy přítomný ziskový motiv investorů, díky němuž jsou během několika minut či sekund identifikovány a eliminovány případné odchylky akciových kurzů od jejich vnitřní hodnoty

- efektivní trh předpokládá co nejbližší posun k tvrdě konkurenčnímu trhu s velkým počtem nezávislých investorů, kteří mají rovný přístup k informacím, technologiím a obchodním systémům

- pro informační efektivnost trhu je zcela nezbytný volný, nepřetržitý tok včasných, adekvátních, všem dostupných, korektních, kompletních a souvztažných informací o firmách, odvětví, domácí ekonomice, ale i zahraničních trzích a ekonomikách

- nezbytným technickým předpokladem fungování efektivního trhu je vybudování kvalitní infrastruktury na trhu, tj. zejména pružně, likvidně, bezchybově a transparentně pracujícího obchodního systému zabezpečujícího zpracování a šíření informací, ale i systému regulace a kontroly

- efektivní trh musí být trhem likvidním, neboť pouze na likvidním trhu je možné zabezpečit kontinuální, prudké a adekvátní promítání nových, neočekávaných informací do kurzů cenných papírů

- je víceméně samozřejmostí, že fungování trhu operujícího na určitém stupni efektivnosti musí být podpořeno kvalitní právní legislativou, která vytvoří korektní právní prostředí pro všechny aktivity na tomto trhu a přesně vymezí práva a povinnosti subjektů a institucí na trhu[4]

## Charakteristiky efektivního trhu
1. reakce kurzů CP (cenný papír) na novou, neočekávanou informaci je okamžitá, skoková
2. změny kurzů CP z období na období jsou nezávislé, kurzy CP konají náhodnou procházku
3. žádný investor na efektivním trhu není schopen dlouhodobě a opakovaně dosahovat nadprůměrného výnosu
4. veškeré obchodní a investiční strategie na efektivním trhu ve snaze „bít trh“ selhávají[4]

## Formy efektivnosti
E. F. Fama rozdělil informace do tří skupin s ohledem na jejich publicitu:
- veřejné informace historického charakteru
- aktuální, současné, právě zveřejněné informace
- informace neveřejné, důvěrné neboli inside

H. Roberts rozlišuje slabou, středněsilnou a silnou formu efektivnosti.

### Slabá forma efektivnosti
Akciový kurs obsahuje všechny informace, které lze získat ze souborů historických dat. Proto investor nemůže z historických dat prognózovat budoucí kursový pohyb a změna kurzu je náhodná. Při této formě efektivnosti je technická analýza k ničemu. V analýzách je proto nutné vycházet z aktuálních dat. Tato forma efektivnosti se dá na některých trzích vysledovat.

### Středně silná forma efektivnosti
Při středně silné formě efektivnosti aktuální akciový kurs obsahuje nejen historická data, ale i aktuální veřejné informace. Při této formě efektivnosti nelze na trhu objevit špatně oceněné akciové instrumenty. Bez významu je nejen technická analýza, ale i teorie vnitřní hodnoty akcie.

### Silná forma efektivnosti
Silná forma efektivnosti vyjadřuje skutečnost, že aktuální akciový kurs obsahuje všechny kursotvorné informace, tzn. jak veřejného, tak neveřejného charakteru. Při této formě ztrácí význam nejen analytická činnost ve formě technické a fundamentální analýzy, ale bezcennými se stávají i neveřejné informace, poněvadž jsou již absorbovány v akciovém kursu.

## Testování teorie efektivních trhů
- slabou efektivnost testujeme pomocí metody kursové nezávislosti (zkoumá korelační závislost akciových kursů) nebo pomocí metody zkoumání úspěšnosti používání technických indikátorů
- testy středně silné efektivnosti jsou zaměřeny na měření rychlosti vstřebávání nových informací, přičemž jsou především sledovány reakce akciových kursů na štěpení akcií, účetní změny, změny dividend a změny peněžní nabídky
- testy silné formy efektivnosti jsou založeny na zkoumání, zda osoby s monopolním přístupem k informacím dosahují nadprůměrných výsledků[3]

## Anomálie narušující efektivnost trhu
- Lednový efekt (angl. „The January Effect“) působí pouze v lednu. Týká se zejména akcií malých firem. Tyto akcie v prvních dvou týdnech měsíce ledna vykazují nadprůměrný zisk. Je tomu proto, že investoři na přelomu vyhodnocují výkonnost svého portfolia a poté přijímají nové strategie. Portfolio převrstvují a doplňují právě o akcie malých firem. Dalším vysvětlením může být snaha investorů o daňovou optimalizaci ztrátovými nákupy záměrně realizovanými v prosinci, pro které však již není důvod v lednu.
- Pondělní (týdnový) efekt (angl. „The Day of the Week Effect“) vyjadřuje to, že akciové kurzy se v průběhu týdne pohybují podle určitého vzoru. Podle studie Gibbonse a Hesse v pondělí akciové kurzy pravidelně klesají, nejvyšší pozitivní změny se objevují ve středu a v pátek. V úterý je kurz téměř neměnný a ve čtvrtek slabě pozitivní.
- Efekt velikosti (angl. „The Size Effect“) znamená, že akcie malých firem, resp. firem s nízkou tržní kapitalizací přinášejí investorům nadprůměrné výnosy. Investoři si ale musí uvědomit, že s investováním do akcií malých firem je vždy spojeno větší riziko a nižší likvidita, neboť informace o těchto firmách jsou obtížněji dostupné, neúplné a investování do malých firem je spjato s vysokými transakčními náklady.
- Efekt nízkého P/E ratio (tzv. „The Low P/E Ratio Effect“). Jedná se o nákup akcií s nejnižšími hodnotami ukazatele Price/Earnings ratio. Tyto akcie jsou schopny opakovaně přinést nadprůměrný výnos. Vysvětlením je, že analytici příliš lpějí na minulých datech a událostech.
- Efekt nízkého P/BV ratio. Jako předchozí anomálie přinášejí akcie s nejnižšími hodnotami tentokrát ukazatele Price/Book value ratio investorovi opakovaně nadprůměrný výnos. Tento efekt působí nejsilněji ve Francii a Japonsku.
- Efekt nízkého P/S ratio
- Efekt zanedbaných firem (angl. „The Neglected Firms Effect“) znamená, že akcie firem, které jsou pro investory neatraktivní jsou schopny investorovi zabezpečit opakovaně nadprůměrný výnos. Vysvětlením je nižší likvidita a vyšší riziko.
- Efekt překvapujících výnosů (angl. „The Surprise/Earnings Effect“) je reakce akciových kurzů na novou, neočekávanou a překvapující informaci o čtvrtletních ziscích vykazovaných analyzovanými společnostmi. Díky inside informacím a postupným zpožděným reakcím akciových kurzů na zveřejnění uvedeného typu informace nelze hovořit o efektivním trhu.
- Efekt fúzí a akvizicí (angl. „The Mergers and Acquisitions Effect“) umožňuje investorům dosáhnout nadprůměrného výnosu v důsledku výrazných kursových pohybů akcií společností, které chystají fúzi, nebo pohybů akcií společnosti, která je předmětem akvizice. 2/3 pohybu kurzu jsou realizovány ještě před oznámením chystané akvizice, což poukazuje na únik a zneužití inside informací.
- Efekt akcií uzavřených fondů (angl. „The Closed-End Mutual Fund Puzzle“) je odrazem toho, že akcie uzavřených fondů jsou dlouhodobě obchodovány s diskontem, což znamená, že tržní kurz akcií nebo podílových listů emitovaných fondem je dlouhodobě menší než tržní hodnota majetku fondu připadající na jednu akcii, často měřená pomocí ukazatele čisté hodnoty aktiv.
- Efekt emise nových akcií (angl. „The New Stock Issues Effect“). Při umisťování emisí akcií společností, které se ze soukromých stávají veřejné, sehrávají důležitou roli investiční banky. Ty ve snaze zajistit si bezproblémové rozprodání celé emise ručitelského typu nebo z důvodu informační asymetrie podhodnocují emisní kurzy těchto akcií o 5–10 %.
- Efekt kótace (angl. „The Exchange Listings Effect“) je spojen s přechodem akcie z jednoho sekundárního trhu na jiný sekundární trh, který je prestižnější.
- Efekt spojený s Value Line Survey. Tato anomálie (angl. „The Value Line Enigma“) je typicky americká. Její výskyt je spjat s fungováním poradenského servisu Value Line Investment Survey, který rozděluje akci do pěti skupin podle vhodnosti pro investování.[4]